# チャルハン塩湖
座標: 北緯36度52分 東経95度33分 / 北緯36.867度 東経95.550度

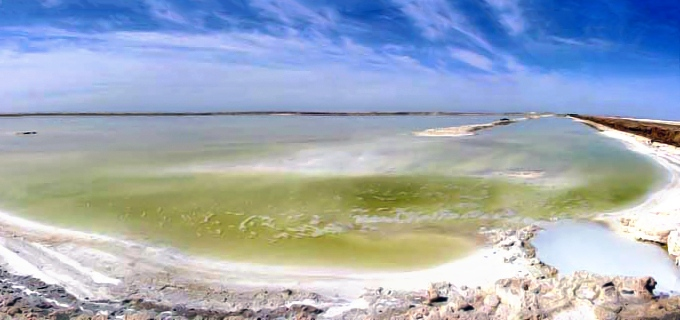
チャルハン塩湖

チャルハン塩湖（察爾汗塩湖、中国語：察尔汗盐湖、拼音：cha er han Yánhú）は中国青海省西部にある塩湖の一つで、ツァイダム盆地の南部、ゴルムド市と都蘭県とに跨って位置している。達布遜湖や南霍布遜、北霍布遜、渋聶などの塩池が集まって構成されており、総面積は5856km2、中国最大の塩湖である。ゴルムド川やツァイダム川など多くの内陸河川がこの湖へと注ぎ込む。

## 地理
チャルハン塩湖は崑崙山脈と祁連山脈の間にあるツァイダム盆地の中にあり、「青蔵高原的聚宝盆」と称されている。主に豊富な塩鉱資源と、長さ32kmに達する「万丈塩橋」の景色によって知られている。
水分が絶えず蒸発しているため、チャルハン塩湖の上には堅い塩の蓋が形成されている。青蔵鉄道と青蔵公路はこの塩の蓋の上に直接建設された。
チャルハン塩湖には豊富な塩化ナトリウム、塩化カリウム、塩化マグネシウムなどの無機塩類が含まれており、総埋蔵量は20億トンを超え、中国における鉱業基地の一つとなっている。チャルハン塩湖は海成湖であり、チベット高原が形成される時に下に留まったかつてのテチス海の海水が累積して形成された。すでに現在ではチャルハン塩湖は達布遜湖や南霍布遜塩池、北霍布遜塩池、渋聶塩池などの塩湖・塩池に分裂している。